# Acalyptris mariepsensis
Acalyptris mariepsensis là một loài bướm đêm thuộc họ Nepticulidae. Nó được miêu tả bởi Scoble năm 1980. Nó được tìm thấy ở Nam Phi (Nó đã dược miêu tả ở the Mariepskop).
Ấu trùng ăn Cassipourea gerrardi.